# District Oost- en West-Vlaanderen
District Oost- en West-Vlaanderen is een protestants kerkdistrict dat deel uitmaakt van de Verenigde Protestantse Kerk in België. Het district telt zeventien gemeenten.

## Gemeenten

### Oost-Vlaanderen
- Protestantse Opstandingskerk in Aalst
- Protestantse gemeente Denderleeuw
- Protestantse gemeente Dendermonde
- Protestantse Rabotkerk in Gent
- Protestantse Brabantdamkerk in Gent-Centrum
- Protestantse gemeente Geraardsbergen
- Protestantse gemeente "Geuzenhoek" in Sint-Maria-Horebeke
- Protestantse gemeente Ronse

### West-Vlaanderen
- Protestantse gemeente "'t Keerske" in Brugge
- Protestantse gemeente De Panne
- Protestantse gemeente "Geuzenberg" in Roeselare
- Protestantse gemeente Ieper
- Protestantse gemeente Knokke
- Protestantse gemeente Kortrijk
- Protestantse gemeente Menen
- Protestantse gemeente Oostende
- Protestantse gemeente Wevelgem